# Mike Witt
Michael Atwater Witt (ur. 20 lipca 1960) – amerykański baseballista, który występował na pozycji miotacza.
W czerwcu 1978 został wybrany w czwartej rundzie draftu przez California Angels, w którym zadebiutował 11 kwietnia 1981 przeciwko Seattle Mariners. 30 września 1984 w spotkaniu z Texas Rangers zaliczył 11. w historii Major League Baseball perfect game. W 1986 i 1987 był w składzie AL All-Star Team. 11 kwietnia 1990 w meczu ze Seattle Mariners wraz ze starterem Markiem Langstonem rozegrał no-hittera.
W maju 1990 przeszedł do New York Yankees za Dave’a Winfielda. Karierę zawodniczą zakończył w 1993 roku.
| Nagroda/wyróżnienie | Lata       | Źródło |
| 2× All-Star         | 1986, 1987 | [ 1 ]  |